# Кузнецов, Иван Петрович (государственный деятель)
Иван Петрович Кузнецов (14 октября 1900—10 апреля 1956) — советский хозяйственный, государственный и политический деятель.

## Биография
Родился в 1900 году. Член ВКП(б) с 1925 года.
С 1922 года - на хозяйственной, общественной и политической работе. В 1922-1955 гг. — секретарь волостного, уездного комитета РКСМ в Вологодской губернии, на профсоюзной работе, заместитель заведующего Организационным отделом уездного комитета ВКП(б), в Московском областном комитете Союза металлистов, начальник Отдела кадров, машиностроения Воронежского сельскохозяйственного института, начальник Политического отдела совхоза имени А. И. Микояна, начальник Политического управления Народного комиссариата пищевой, рыбной промышленности СССР, ответственный контролёр Комиссии партийного контроля при ЦК ВКП(б), уполномоченный Комиссии партийного контроля при ЦК ВКП(б) по Саратовской области, председатель Исполнительного комитета Тамбовского областного Совета (3.1945 - 12.1948), председатель Исполнительного комитета Воронежского областного Совета (1 - 11.1950), заместитель министра рыбной промышленности СССР.
Избирался депутатом Верховного Совета СССР 2-го и 3-го созыва.